# Étalle, Ardennes

Étalle este o comună în departamentul Ardennes din nordul Franței. În 1 ianuarie 2022 avea o populație de 96 de locuitori.